# Borstbeeld van Mahatma Gandhi
Er staat sinds 1972 een borstbeeld van Mahatma Gandhi op het Volksplein in Nieuw-Nickerie, Suriname. Het is gewijd aan de Indiase vrijheidsstrijder Mahatma Gandhi (1869-1948). In 2023 werd het beeld gerestaureerd.

## Onthulling
Het beeld werd op 6 mei 1972 op dit plein onthuld door premier Jules Sedney. Er was kritiek op de datum van de onthulling en Sedney pareerde dit door te verwijzen naar de geboortedag van Rabindranath Tagore (1861-1941), 111 jaar eerder. Tagore was degene de Gandhi zijn naam Mahatma gaf. Zijn geboorte was overigens een dag eerder.
Er werden toespraken gehouden door ministers, leden van de Staten van Suriname en vooraanstaande Nickerianen. De sprekers legden bijna allemaal de verbinding tussen de leer van Gandhi en het samenleven van verschillende bevolkingsgroepen in Suriname. Ook merkte hij op dat Martin Luther King een van de grote navolgers was van Gandhi. Beide kwamen om door een kogel omdat ze streden voor vrijheid.

## Onrust op deDag van de Vrijhedenin 1972
Op 1 juli 1972, tijdens de viering van de Dag der Vrijheden (ketikoti), was het onrustig in Nieuw-Nickerie omdat het feestcomité tijdens rondgang met de kransleggingen dit borstbeeld als eerste had gepland. Het comité had voor deze volgorde gekozen omdat Gandhi zowel in Afrika als in India had gestreden tegen onderdrukking. Het publiek vond echter dat er begonnen moest worden bij de Vrijheidsboom en richtte zijn woede op het borstbeeld. De politie wist de gemoederen te sussen en vervolgens vertrok een groot deel van de aanwezigen en bleven voor de geplande optocht slechts een groep padvinders en twee tractoren over. Later slonk het aantal aanwezigen nog verder door de ellenlange toespraken. Door de magere opkomst werd de culturele show in de avond afgelast.

## Restauratie
Op 2 oktober 2023, op de 154e geboortedag van Gandhi, vond de heringebruikname van het borstbeeld plaats nadat er een volledige restauratie was geweest. De restauratie werd geïnitieerd door dhr. Roopram. De ceremonie werd bijgewoond door onder meer districtscommissaris Senrita Gobardhan.